# بروس ستاكي
بروس ستاكي (بالإنجليزية: Bruce Stuckey)‏ هو لاعب كرة قدم بريطاني في مركز الوسط، ولد في 19 فبراير 1947 في توركاي في المملكة المتحدة. لعب مع نادي إكزتر سيتي ونادي بورنموث ونادي توركي يونايتد ونادي ريدنغ ونادي سندرلاند.